# Alkmaion (mytologi)
Alkmaion (grekiska Ἀλκμαίων, latin Alcmæon) var en hero i grekisk mytologi, son till Amfiaraos och Erifyle. Han kom ursprungligen från Argos och var gift med najaden Kallirhoe. Tillsammans hade de sönerna Amfoteros och Akarnan. Han ärades efter sin död särskilt i Thebe och Psofis.
Då hans far Amfiaraos slöt sig till de sjus tåg mot Thebe gjorde han det mot sin vilja, eftersom han förutsåg dess olyckliga utgång. Han gav därför i uppdrag åt sina ännu inte vuxna söner Alkmaion och Amfilochos att hämnas hans död på Erifyle, som av Polyneikes fått Harmonias halsband för att övertala sin make att delta i kriget.
När sedan Alkmaion återkommit från epigonernas hämndtåg mot Thebe, där han var deras anförare, och fått veta, att hans mor fått Harmonias peplos (ett slags överklädnad) i gåva för att övertala sina söner till att delta i kriget, verkställde han sin fars hämnd och dödade sin mor. Till följd av detta blev han precis som Orestes förföljd av erinnyerna, kom vansinnig till Fegeus i Psofis i Arkadien, som renade honom från hans skuld och gav honom sin dotter Alfesiboia (Arsinoe) till maka. Henne skänkte han nu de olycksbringande gåvorna, Harmonias halsband och peplos. Men landet hemsöktes av missväxt, och Apollon förkunnade att Alkmaion inte skulle finna sinnesro förrän han kom till ett land där solen vid modermordet ännu inte hade lyst: vid floden Acheloos skulle han finna det. Han drog dit, slog sig ned på ett genom flodens uppslamning nybildat land i flodens mynning och äktade flodgudens dotter Kallirrhoe. När han sedan ville uppfylla sin makas vilja och hämta Harmonias halsband och peplos från Psofis blev han dödad av Alfesiboias bröder.
Alkmaions öde behandlades ofta av antikens tragiska skalder, men inget drama om honom finns bevarat i dag.